# Euclymene insecta
Euclymene insecta är en ringmaskart som först beskrevs av Ehlers 1905.  Euclymene insecta ingår i släktet Euclymene och familjen Maldanidae.
Artens utbredningsområde är havet kring Nya Zeeland. Inga underarter finns listade i Catalogue of Life.